# Guedalià
Guedalià (en hebreu גְּדַלְיָּה Gəḏalyyā o גְּדַלְיָהוּ Gəḏalyyāhū) va ser un governador de Judà nomenat pel rei de Babilònia Nabucodonosor II, després de la mort de Sedecies, últim sobirà del Regne de Judà.
Segons la Bíblia era fill d'Ahicam, fill de Xafan. Nabucodonosor va designar Guedalià governador, que es va instal·lar a Mispà.
Guedalià va engrescar a la gent perquè cultivés els camps i les vinyes per tirar endavant el país. Molts dels que havien fugit a les terres veïnes per la guerra van tornar, atrets per l'actitud del governador, i van ser ben rebuts. Entre ells hi havia Ixmael un descendent de la casa reial de Sedecies, a qui Baalís, rei dels ammonites va incitar a assassinar al governador. Ixmael va anar a veure a Guedalià a Mispà, i va ser ben rebut, encara que havien advertit al governador de les intencions que portava, però va considerar que era una calumnia injustificada. L'any 586 aC Ixmael va matar Guedalià amb tots els jueus que el recolzaven i a molts babilonis. Molts jueus van fugir a Egipte per por de la revenja de Nabucodonosor, entre ells el profeta Jeremies.
Per lamentar aquest assassinat es va establir al tercer dia del mes de Tixrí, immediatament després de la festa de Roix ha-Xanà el dejuni ritual conegut amb el nom de Dejuni de Guedalià.